# Hammerfest
Hammerfest (; severnosamijsko Hámmerfeasta [ˈhaːmmerˌfea̯sːta]) je mesto in občina v okrožju Troms og Finnmark na Norveškem. Hammerfest je najsevernejše mesto na svetu z več kot 10.000 prebivalci, in je upravno središče občine. Nekatere glavne vasi v občini so Rypefjord, Kvalsund, Forsøl, Hønsebybotn, Akkarfjord i Kvaløya, Akkarfjord i Sørøya in Kårhamn.
2693 kvadratnih kilometrov velika občina je 19. največja po površini od 356 občin na Norveškem. Hammerfest je 102. najbolj naseljena občina na Norveškem z 11.274 prebivalci. Gostota prebivalstva v občini je 4,4 prebivalca na kvadratni kilometer, prebivalstvo pa se je v zadnjih 10 letih povečalo za 3 %.
Občina obsega dele treh velikih otokov: Kvaløya, Sørøya in Seiland. Tu so tudi drugi majhni otoki, kot so Håja, Lille Kamøya in Kamøya. Večina delov občine nima cestne povezave z ostalo Norveško; le otok Kvaløya je povezan s celino prek mostu Kvalsund. Most prečka ožino Kvalsundet med celino in otokom Kvaløya. Most je zahodno od vasi Kvalsund in približno 25 kilometrov južno od mesta Hammerfest. 741 metrov dolg most, odprt za promet leta 1977, ima 11 razponov, glavni razpon pa 525 metrov . Največja oddaljenost od morja je 26 metrov. Most je 56. najdaljši viseči most na svetu in tudi najsevernejši viseči most na svetu.

## Splošne informacije
Občina, imenovana Hammerfest by og landdistrikt (mesto in okrožje Hammerfest), je bila ustanovljena 1. januarja 1838 (zakon formannskapsdistrikt), ki je vključevala mesto Hammerfest in obsežno podeželsko okrožje, ki ga obkroža. Takratni zakon je zahteval, da morajo biti vsa mesta ločena od podeželskih okrožij, toda zaradi majhnega števila prebivalcev in zelo malo volivcev tega ni bilo mogoče izvesti za Hammerfest leta 1838. (Tako je bilo tudi v bližnjih mestih Vadsø in Vardø.) Leta 1839 je bilo severno okrožje (prebivalstvo 498) ločeno in postalo nova občina Maasø. Tako je Hammerfest by og landdistrikt ostal z 2024 prebivalci. 1. januarja 1852 je bilo podeželsko okrožje zunaj mesta (prebivalstvo 1256) ločeno od mesta v novo občino Hammerfest Landdistrikt. Tako je mesto ostalo s 1125 prebivalci. (Podeželsko okrožje je bilo pozneje razdeljeno na dve občini s Sørøysundom na severu in Kvalsundom na jugu.)
1. januarja 1992 je bila občina Sørøysund (prebivalstvo 2341) združena z mestom Hammerfest (prebivalstvo 6909) v novo, večjo občino, imenovano Hammerfest.
Leta 2017 sta sosednji občini Hammerfest in Kvalsund izglasovali združitev v eno veliko občino s 1. januarjem 2020 in ta združitev je začela veljati na načrtovani datum. Istega dne je nova občina postala del novoustanovljenega okraja Troms og Finnmark. Prej je bilo del starega okraja Finnmark.

## Ime
Občina je dobila ime po mestu Hammerfest, ki je bilo ustanovljeno leta 1789. Mesto je dobilo ime po starem sidrišču. Prvi element je kladivo, ki se nanaša na številne velike skale, primerne za privez čolnov, imenovane Hamran (staronordijsko Hamarr, kar pomeni 'strmo pobočje gore'). Hamran je bil v zgodnjih povojnih letih zakrit pri pridobivanju zemlje. Zadnji element je fest, iz staronordijskega festr, kar pomeni 'pritrditev' (za čolne).
1. januarja 2020, ko sta se Kvalsund in Hammerfest združila, je imela nova občina dve vzporedni, dvojezični, zamenljivi imeni: Hammerfest kommune (norveško) in Hámmerfeastta suohkan (severni Sami). Poleg uradnega Hámmerfeasta obstajata še dve drugi pogosti različici imena Sámi: Hámmarfeasta in Hámmárfeasta.

## Zgodovina
Tukaj je veliko grobov iz kamene dobe. Ta lokacija je bila dolgo časa pomembna ribiška in arktična lovska naselbina, preden je leta 1789 s kraljevim odlokom Kristijana VII. Dansko-Norveškega dobil pravice do trga.

### Napoleonske vojne
Med napoleonskimi vojnami je Dansko-Norveška prekinila svojo nevtralnost, potem ko je flota kraljeve mornarice sprožila preventivni napad na København in se povezala s Francijo proti koaliciji. Kot eno glavnih središč trgovine in transporta v zahodnem Finskem je Hammerfest postal tarča pomorske blokade kraljeve mornarice. Tako je mesto na zahtevo lokalnih trgovcev prejelo štiri šestfuntne topove iz osrednje orožarne v Trondheimu. Kasneje je bila oblikovana petdesetčlanska obalna obrambna milica za obrambo Hammerfesta pred morebitnim pomorskim napadom. Številni trgovci so tvorili častniški zbor milice, medtem ko so bili morski Samiji in Kveni mobilizirani kot orožje in vojaki.

### Britanski napad
22. julija 1809 je prišlo do pričakovanega britanskega napada, ko sta se mestu približali briki HMS Snake in HMS Fancy. Preden sta plovili prispeli v Hammerfest, sta uspešno napadli vas Hasvik. Naslednja bitka med Hammerfestovima dvema topovskima baterijama in vojaškimi ladjami kraljeve mornarice s skupno dvaintridesetimi topovi med njimi je bila nenavadno intenzivna in se ni končala, preden je norveškim topom po približno 90 minutah boja zmanjkalo smodnika. Obe vojni ladji sta utrpeli številne udarce topovskih krogel in imeli vsaj eno smrtno žrtev; mornar, ki je bil pokopan na lokalnem pokopališču. Med bitko je lokalno prebivalstvo evakuiralo mesto, Snake in Fancy pa sta ostala v mestu še osem dni po umiku norveških branilcev. Posadke so oplenile prazno mesto, preden so se umaknile.

### Izboljšane utrdbe
Po napadu je Hammerfest postal garnizijsko mesto z nekaj rednimi četami ter precej izboljšanimi in razširjenimi utrdbami. Majhna flotilja veslaških čolnov, oboroženih s topovi, je prav tako delovala iz Hammerfesta do konca napoleonskih vojn.

### Požar leta 1890
Hammerfest je leta 1890 prizadel požar, ki se je začel v pekarni in izbrisal skoraj polovico mestnih hiš. Po požaru je Hammerfest prejemal donacije in humanitarno pomoč z vsega sveta, največji posamezni donator pa je bil nemški cesar Viljem II. Nemški, ki je mesto večkrat osebno obiskal na svoji jahti in bil zelo naklonjen majhni severni naselbini.

### Električna ulična razsvetljava
Leta 1891 je Hammerfest postal prvo mestno naselje v severni Evropi, ki je dobilo električne ulične luči. Izum sta v Hammerfest prinesla dva mestna trgovca, ki sta ga videla predstaviti na sejmu v Parizu.

### Uničenje v drugi svetovni vojni
Po zmagi v norveški vojni v drugi svetovni vojni so Nemci kmalu utrdili Hammerfest in ga uporabili kot glavno oporišče. Pomen Hammerfesta za Nemce se je dramatično povečal po njihovi invaziji na Sovjetsko zvezo leta 1941. Okupatorji so v in okoli Hammerfesta namestili tri obalne baterije, eno s štirimi 10,5 cm topovi na otoku Melkøya blizu mesta, eno s tremi 10,5 cm topovi na hribu tik pred mestom in zadnja baterija s kazematiziranimi 13 cm kosi na polotoku Rypklubben blizu Rypefjorda.
Glavno nemško oporišče za podmornice v Finnmarku je bilo v Hammerfestu in je služilo kot osrednja oskrbovalna baza za plovila, ki so napadala zavezniške oskrbovalne konvoje v Rusijo. Hidroletala Luftwaffe so imela sedež na improvizirani pomorski zračni postaji v bližnjem Rypefjordu. Garnizijo v Hammerfestu je varovalo tudi okoli 4000 min in številni protiletalski topovi.
Med njihovim dolgim umikom po operaciji Petsamo-Kirkenes Nemcem zaradi intenzivnih napadov Rdečega letalstva ni več uspelo prepeljati čet po morju naprej proti vzhodu. Tako je Hammerfest jeseni 1944 postal njihovo glavno ladijsko pristanišče v Finnmarku.
Sovjetske zračne sile so dvakrat bombardirale mesto Hammerfest. Prvič, 14. februarja 1944, je bilo mesto zadeto z razstrelivi in zažigalnimi napravami, a škode ni bilo. 29. avgusta 1944 so sovjetski bombniki izvedli drugi zračni napad in povzročili bistveno večjo škodo stavbam in infrastrukturi v središču Hammerfesta. V pristanišču sta bili potopljeni dve ladji. Izgubljeni ladji sta bili lokalni transportni ladji Tanahorn in Brynilen.
Prebivalstvo so jeseni 1944 prisilno evakuirale okupacijske nemške čete, potem ko je sovjetska ofenziva na severnem koncu vzhodne fronte potisnila v vzhodni Finnmark. Ves Finnmark, vključno z mestom, so Nemci ob umiku leta 1945 izropali in požgali do tal, zadnji del mesta pa je bil uničen, ko so Nemci končno zapustili 10. februarja 1945. Zgrajena je bila samo majhna mestna pogrebna kapela leta 1937 je ostal obstoječ. Muzej obnove v Hammerfestu pripoveduje zgodbo o teh dogodkih in okrevanju regije. Sovjetske čete iz vzhodnega Finnmarka so bile umaknjene septembra 1945.
Na območju Hammerfesta še vedno najdejo in odstranjujejo mine in strelivo, ki so ostali iz druge svetovne vojne.

## Geografija
Otoška občina obsega dele celine in tri velike otoke: Kvaløya, Sørøya in Seiland. Tu so tudi drugi majhni otoki, kot sta Lille Kamøya in Kamøya. Narodni park Seiland je delno v občini. Seilandsjøkelen je velik ledenik v parku. Nordefjorden je fjord, ki je del parka. Gore Komagaksla in Seilandstuva sta eni izmed največjih gora v občini.
Hammerfest trdi, da je najsevernejše mesto na svetu, čeprav temu nazivu nasprotuje bližnje norveško mesto Honningsvåg (status mesta je dobilo leta 1996). Veljavnost zahtevka je odvisna od posameznikove definicije mesta; čeprav je Hammerfest južneje od Honningsvåga, ima več kot 10.000 prebivalcev, kar zahteva norveška zakonodaja za pridobitev statusa mesta (zakon iz leta 1997). V retrospektivi je parlament odločil, da mora biti mesto v občini z najmanj 5000 prebivalci. Vendar določba ni veljala za nazaj. Honningsvåg je danes najsevernejše mesto na Norveškem. Utqiagvik, Aljaska, prebivalstvo c. 4000, je severneje od obeh norveških mest, vendar ne zahteva naziva najsevernejšega mesta. Nekaterim tujcem se bo morda zdelo čudno, da Hammerfest ali Honningsvåg trdita, da sta mesti, glede na majhnost obeh krajev in morda bo pomagalo vedeti, da norveški jezik ne razlikuje med večjim in manjšim mestom.
Hammerfest je skupaj z Vardø najstarejše mesto na severu Norveške. Mesto Hammerfest leži na otoku Kvaløya, s cestno povezavo s celino prek mostu Kvalsund.

### Podnebje
Hammerfest ima subarktično podnebje (Köppnova podnebna klasifikacija Dfc). Kljub skrajni severni legi ni permafrosta, saj je povprečna letna temperatura približno 2,5 °C. Hammerfest pozimi pogosto doživi obilno sneženje, ob nekaterih priložnostih pa so snežni plazovi ali nevarnost snežnih plazov prisilili nekatere prebivalce, da so morali evakuirati iz svojih izpostavljenih domov, dokler nevarnost ni minila.
Polnočno sonce je nad obzorjem od 14. maja do 31. julija (79 dni), obdobje neprekinjene dnevne svetlobe pa traja nekoliko dlje, obratno pa polarna noč traja od 23. novembra do 19. januarja (59 dni). Vremenski podatki so z letališča Hammerfest približno 80 m nadmorske višine in 2 km od mesta. Mesto Hammerfest je na morski gladini, zato je samo mesto morda nekoliko toplejše.

## Gospodarstvo
Gradnja velikega obrata za proizvodnjo utekočinjenega zemeljskega plina na otoku Melkøya tik ob Hammerfestu, ki bo predeloval zemeljski plin iz Snøhvita, je najdražji gradbeni projekt v zgodovini severne Norveške. Ta projekt je v zadnjih letih povzročil gospodarski razcvet in nov optimizem v Hammerfestu, kar je ostro nasprotje gospodarskemu padcu in negativni rasti prebivalstva, ki ju doživlja večina drugih občin v Finnmarku. Po odprtju proizvodnje zemeljskega plina na Melkøya je bilo v začetnih proizvodnih fazah nekaj težav s precejšnjim onesnaženjem z dimom in sajami. Snøhvit je prvi evropski izvozni obrat za utekočinjeni zemeljski plin.
Hammerfest ponuja športni in komercialni ribolov, tako morski kot sladkovodni, ter potapljanje. Najsevernejši ledenik na norveški celini je pohodniška destinacija. Mesto je izhodišče za severne ture. Vsak dan vozi čoln do Nordkapa (norveško Nordkapp). Ena veriga Struvejevega geodetskega loka, ki je zdaj na seznamu svetovne dediščine, je v Fuglenesu v Hammerfestu.
Hammerfest je tudi središče Samijske kulture. Hammerfest je dom kraljevega in starodavnega društva severnih medvedov (norveško Isbjørnklubben); muzej, ki prikazuje zgodovino lova na Arktiki.
Ameriški pisatelj Bill Bryson začne svoje evropsko potovanje leta 1990, dokumentirano v svoji knjigi Neither Here Nor There, z obiskom Hammerfesta, da bi videl polarni sij, in ga imenuje »dovolj prijetno mesto v hvala-ti-bogu-za- ne-me-narediti-da-živim-tukaj nekako«.

## Težave s severnimi jeleni
Poleti se množične črede severnih jelenov selijo s svojih zimskih pašnikov v notranjih delih Finnmarka na obalo. Med otoki, ki jih v poletnih mesecih naseljujejo severni jeleni, je Kvaløya, otok, na katerem je mesto Hammerfest. Mnogi od 2500 do 3000 severnih jelenov na tem območju že leta prihajajo v samo mesto, tavajo po ulicah in med hišami. Čeprav je to priljubljeno med turisti, je bilo to manj naklonjeno med prebivalci mesta, saj so se ljudje pritoževali nad motnjami v prometu ter gnojem in urinom, ki so jih pustile živali. Iz higienskih razlogov je treba vsako leto porabiti velike vsote denarja za čiščenje.  Kot odgovor na pritožbe so mestne oblasti zgradile 20 kilometrov dolgo in 1,2 metra visoko ograjo, ki je obkrožala mesto, da bi preprečila živali. Vendar se je od sezone severnih jelenov leta 2008 izkazalo, da je ograja neučinkovita, saj je severnim jelenom uspelo preiti skozi cestne prehode, kljub prisotnosti elektrificiranih rešetk, vdelanih v tla. Težava se nadaljuje – župan Alf E. Jakobsen se je med lokalnimi volitvami leta 2011 pošalil, da razmišlja o karieri rejca severnih jelenov, če bi izgubil volitve.

## Pobratena mesta
Hammerfest je pobrateno mesto z naslednjimi tujimi naselji:
- – Haparanda, Švedska[20]
- – Ikast, Danska[21]
- – Kola, Rusija[22]
- – Mokpo, Južna Koreja[23]
- – Petersburg, Aljaska, ZDA[24]
- – Tornio, Finska[25]
- – občina Trelleborg, Švedska
- – Ushuaia, Argentina